# BB 민투이
BB 민투이(BB Minh Thúy, 1983년 8월 4일 ~ )는 베트남의 영화 배우, 모델이다. 베베 팜(BeBe Pham)이라는 예명으로 활동한다.

## 출연 작품
- Midnight Movie (미국, 2007)
- Deep Gold Lead Actress (필리핀, 2007)
- Irreversi (홍콩, 2008)
- Victim of Circumstance Lead Actress (베트남-미국 합작, 2009)
- Hui Lu as Fashion Show Model (중국, 2009)
- The Girl with No Number (미국, 2012)